# Vilhelm Bissen

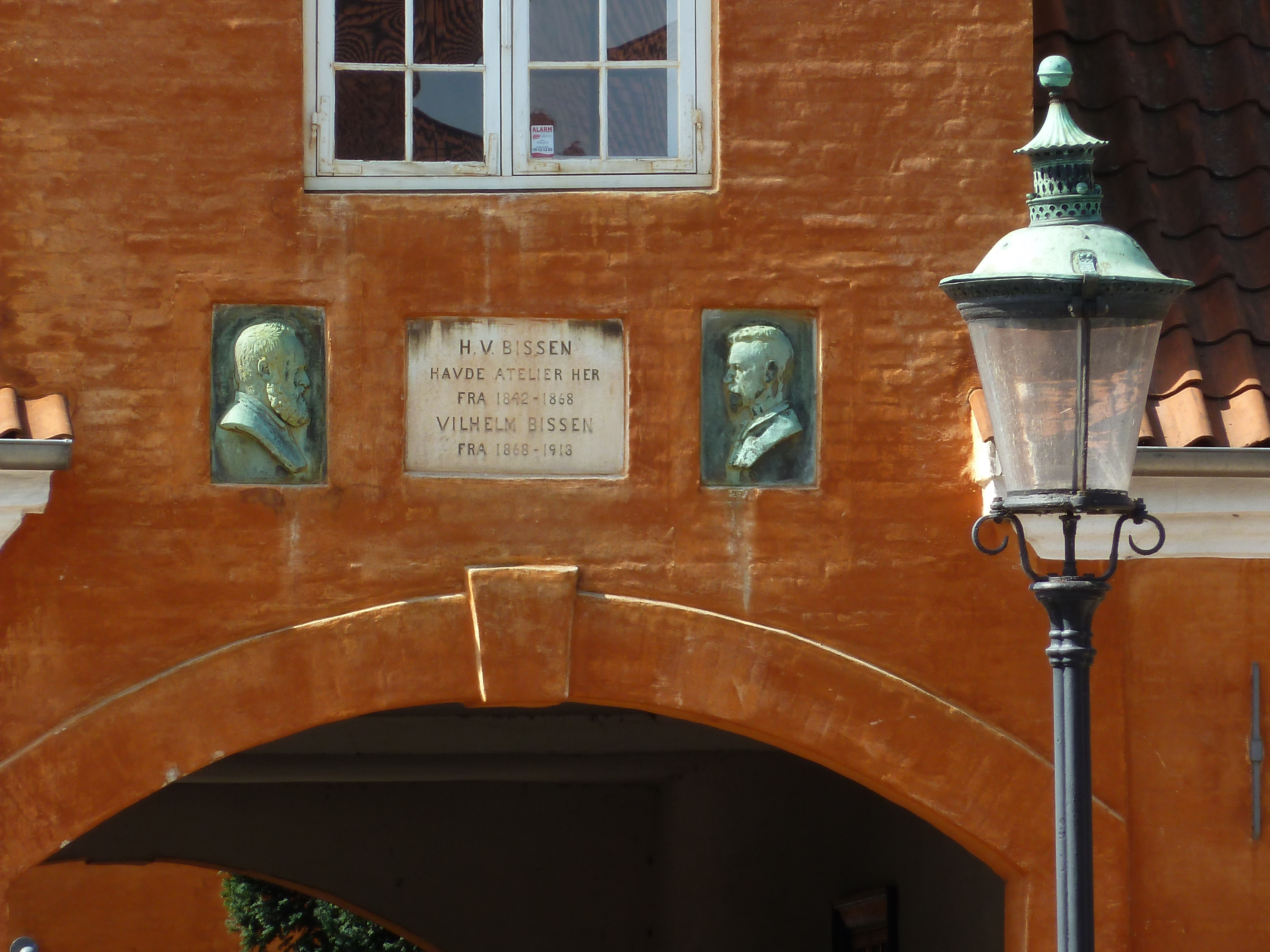
Portretten van Bissen en zijn vader in de gevel van het atelier aan het Frederiksholms Kanal 28

Christian Gottlieb Vilhelm Bissen (Kopenhagen, 5 augustus 1836 – aldaar, 20 april 1913) was een Deense beeldhouwer.

## Leven en werk
Bissen was een zoon van de beeldhouwer Herman Wilhelm Bissen (1798-1868), directeur van de Koninklijke Deense Kunstacademie, en Emilie Hedevig Moller. Hij was een broer van de schilder Rudolf Bissen (1846-1911). 
Bissen leerde de beginselen van het vak in het atelier van zijn vader en studeerde aan de Deense Kunstacademie (1853-1857). Hij vertrok vervolgens naar Italië, waar hij verbleef in Rome (1857-1863) en zich in Carrara (1866-1867) bekwaamde in het werken met marmer. Hij keerde na de dood van zijn vader terug naar Denemarken om diens atelier en lopende projecten voort te zetten, waaronder het ruiterstandbeeld van koning Frederik VII op het voorplein van Christiansborg. Omstreeks 1885 bracht hij enige tijd door in Parijs. Bissen was van 1890 tot 1908 leraar aan de Deense Kunstacademie en daarvan directeur van 1902 tot 1908, met een korte onderbreking in 1905-1906, toen Otto Bache directeur was. 
Bissen werkte aanvankelijk in de neoclassicistische stijl, in de traditie van Bertel Thorvaldsen. Na zijn verblijf in Parijs is de invloed van het realisme zichtbaar, zijn latere werk is neoromantisch van aard. Hij geldt als een der meest vooraanstaande Deense beeldhouwers, die grote invloed heeft uitgeoefend op de generatie na hem.  
Hij overleed in 1913, op 76-jarige leeftijd.

## Enkele werken
- Jeugdige ruiter (1883), Rødkilde Plads, Vanløse
- Standbeeld koningin Caroline Amalia (1896), Kongens Have
- Ruiterstandbeeld bisschop Absalon (1901), Højbro Plads, Kopenhagen
- Standbeeld premier Carl Christian Hall, Søndermarken, Frederiksberg
- Standbeeld melkmeisje, Landbohøjskolen, Frederiksberg
- Standbeeld Anders Sandøe Ørsted
- Standbeeld componist Niels W. Gade, Østre Anlæg, Kopenhagen

## Galerij

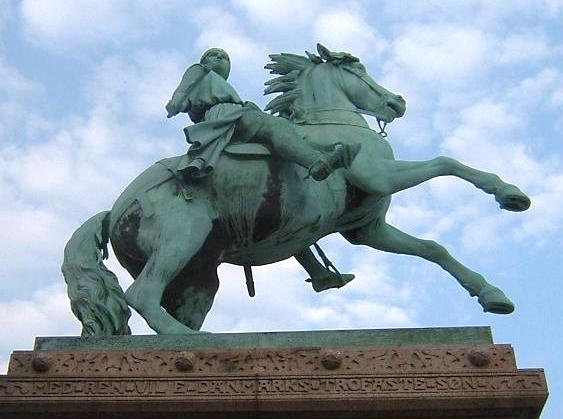
Absalon
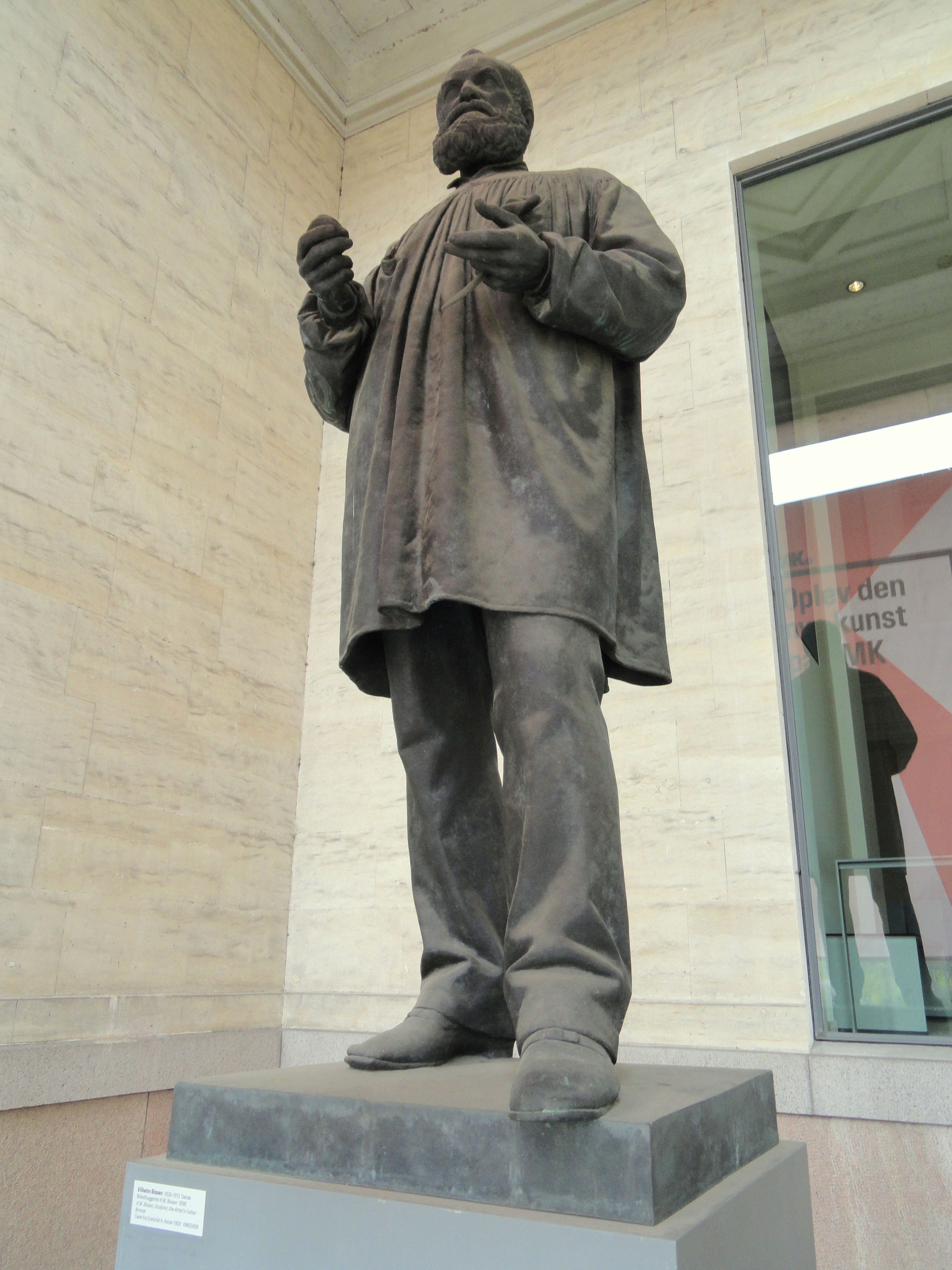
Herman Wilhelm Bissen (de vader)
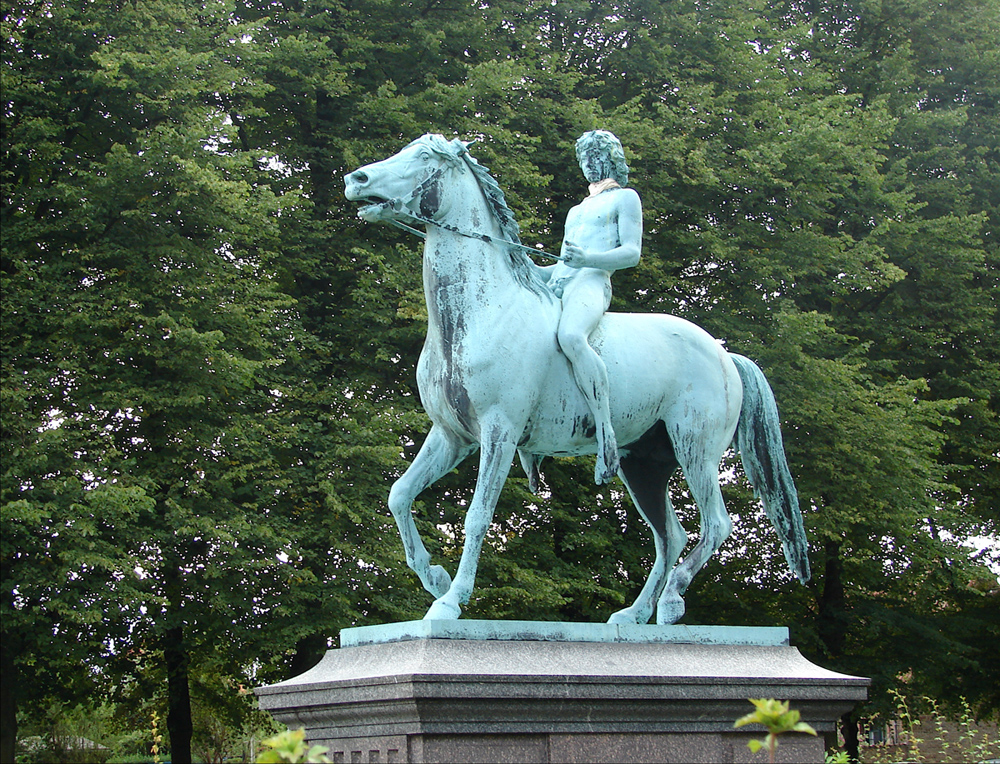
Jeugdige ruiter
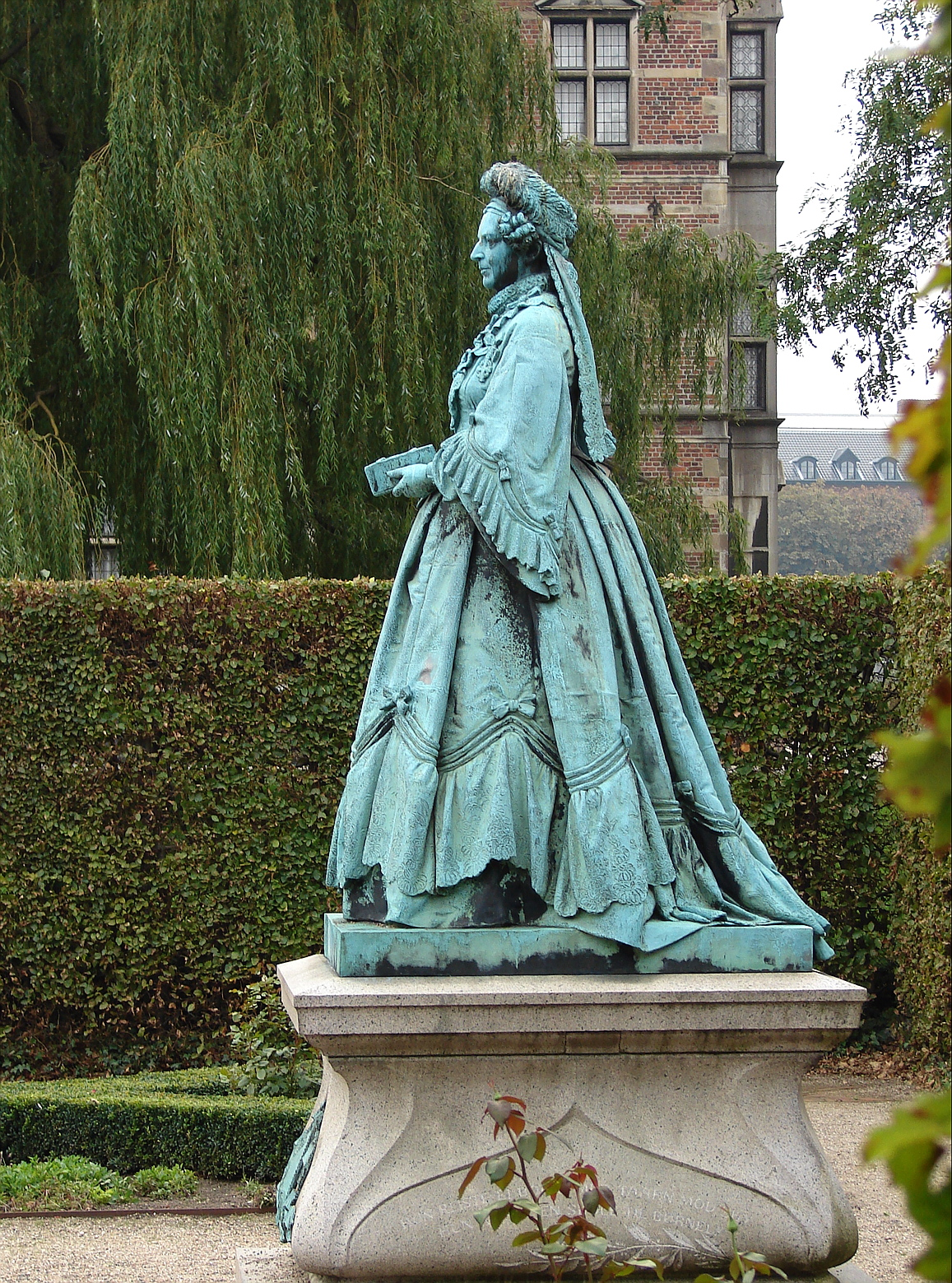
Koningin Caroline Amalia
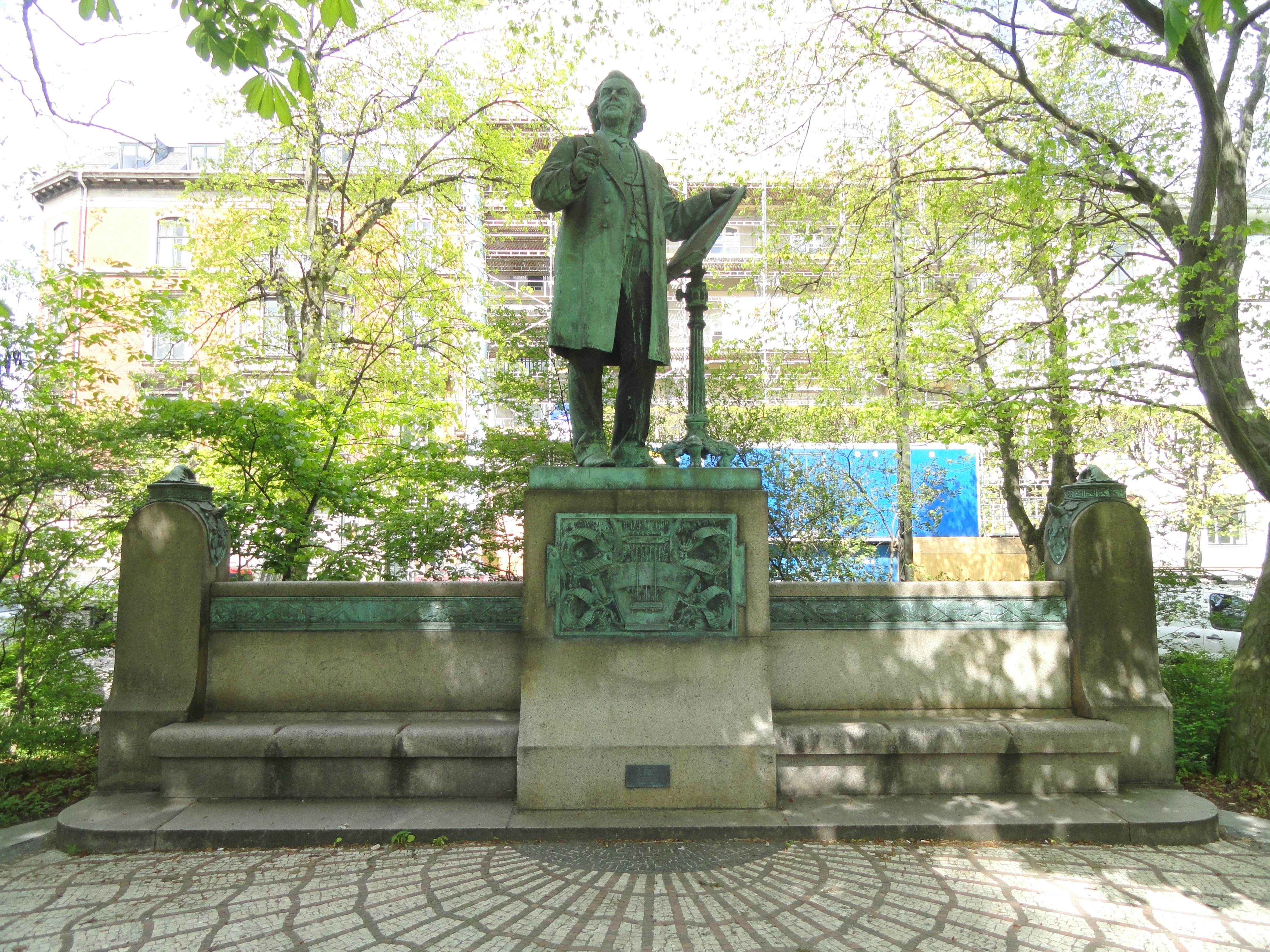
Niels W. Gade

- Gemeinsame Normdatei: 1237896347
- RKD-Nederlands Instituut voor Kunstgeschiedenis: 442791
- Union List of Artist Names: 500085126
- Virtual International Authority File: 96295775